# Molay (Alt Saona)
Molay és un municipi francès situat al departament de l'Alt Saona i a la regió de Borgonya - Franc Comtat. L'any 2007 tenia 59 habitants.

## Demografia

### Població
El 2007 la població de fet de Molay era de 59 persones. Hi havia 27 famílies, de les quals 10 eren unipersonals (7 homes vivint sols i 3 dones vivint soles), 7 parelles sense fills, 7 parelles amb fills i 3 famílies monoparentals amb fills.
La població ha evolucionat segons el següent gràfic:
Habitants censats

### Habitatges
El 2007 hi havia 37 habitatges, 27 eren l'habitatge principal de la família, 9 eren segones residències i 1 estava desocupat. 34 eren cases i 3 eren apartaments. Dels 27 habitatges principals, 21 estaven ocupats pels seus propietaris i 6 estaven llogats i ocupats pels llogaters; 3 tenien tres cambres, 11 en tenien quatre i 14 en tenien cinc o més. 19 habitatges disposaven pel capbaix d'una plaça de pàrquing. A 12 habitatges hi havia un automòbil i a 9 n'hi havia dos o més.

### Piràmide de població
La piràmide de població per edats i sexe el 2009 era:
| Homes | Edats   | Dones |
| ----- | ------- | ----- |
| 0     | 95 o +  | 0     |
| 0     | 90 a 94 | 0     |
| 4     | 85 a 89 | 0     |
| 0     | 80 a 84 | 4     |
| 8     | 75 a 79 | 12    |
| 4     | 70 a 74 | 0     |
| 0     | 65 a 69 | 0     |
| 0     | 60 a 64 | 0     |
| 0     | 55 a 59 | 0     |
| 0     | 50 a 54 | 0     |
| 4     | 45 a 49 | 0     |
| 4     | 40 a 44 | 8     |
| 0     | 35 a 39 | 0     |
| 0     | 30 a 34 | 0     |
| 0     | 25 a 29 | 0     |
| 0     | 20 a 24 | 4     |
| 4     | 15 a 19 | 0     |
| 0     | 10 a 14 | 4     |
| 0     | 5 a 9   | 0     |
| 0     | 0 a 4   | 0     |

## Economia
El 2007 la població en edat de treballar era de 34 persones, 23 eren actives i 11 eren inactives. De les 23 persones actives 17 estaven ocupades (11 homes i 6 dones) i 6 estaven aturades (4 homes i 2 dones). De les 11 persones inactives 8 estaven jubilades i 3 estaven classificades com a «altres inactius».
Activitats econòmiques
L'any 2000 a Molay hi havia 4 explotacions agrícoles que ocupaven un total de 208 hectàrees.

## Poblacions més properes
El següent diagrama mostra les poblacions més properes.